# Severin Jørgensen
Jens Severin Jørgensen, född 1842, död 1926, var en dansk kooperatör.
Jørgensen startade 1882 en inköpsförening för de kooperativa föreningarna på Jylland, ur vilken Fællesforeningen for Danmarks Brugsforeninger uppstod. Jørgensen var ledare för denna centralorganisation för dansk kooperation till 1913.